# Saint-Yrieix-sous-Aixe
Pour les articles homonymes, voir Saint-Yrieix.
Saint-Yrieix-sous-Aixe est une commune française située dans le département de la Haute-Vienne en région Nouvelle-Aquitaine.

## Géographie

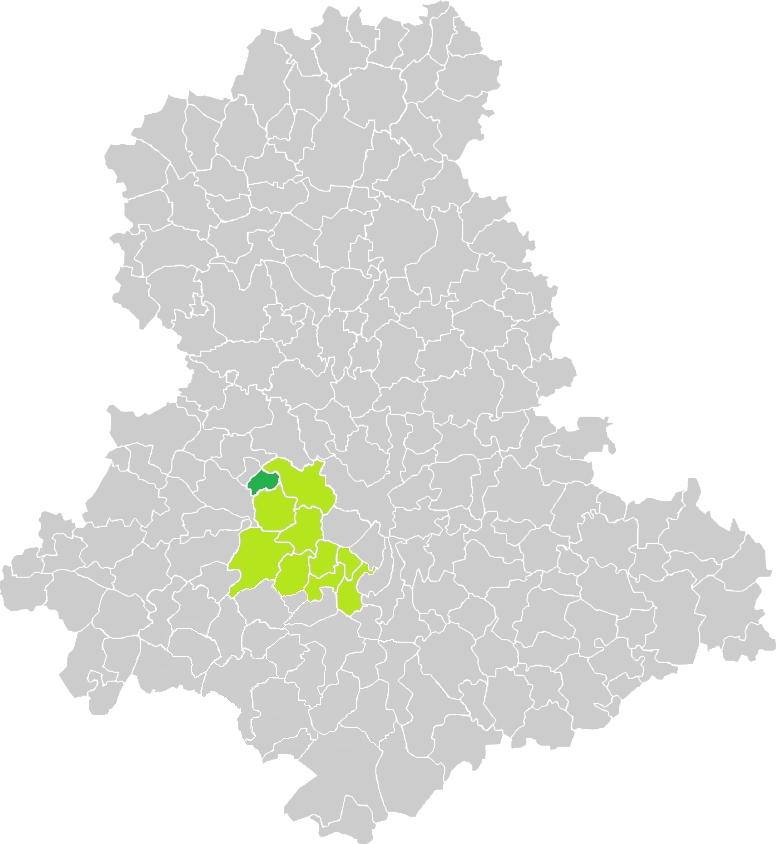
Situation de la commune de Saint-Yrieix-sous-Aixe en Haute-Vienne.

### Communes limitrophes
Les communes limitrophes sont Cognac-la-Forêt, Sainte-Marie-de-Vaux, Saint-Priest-sous-Aixe et Verneuil-sur-Vienne.
| Sainte-Marie-de-Vaux |                        |                     |
|                      | Saint-Yrieix-sous-Aixe | Verneuil-sur-Vienne |
| Cognac-la-Forêt      | Saint-Priest-sous-Aixe |                     |

### Climat
Pour des articles plus généraux, voir Climat de la Nouvelle-Aquitaine et Climat de la Haute-Vienne.
Historiquement, la commune est exposée à un climat océanique limousin.
En 2020, Météo-France publie une typologie des climats de la France métropolitaine dans laquelle la commune est exposée à un climat océanique altéré et est dans la région climatique  Ouest et nord-ouest du Massif Central, caractérisée par une pluviométrie annuelle de 900 à 1 500 mm, maximale en automne et en hiver.
Pour la période 1971-2000, la température annuelle moyenne est de 11,8 °C, avec une amplitude thermique annuelle de 15 °C. Le cumul annuel moyen de précipitations est de 1 006 mm, avec 13,5 jours de précipitations en janvier et 7,9 jours en juillet. Pour la période 1991-2020, la température moyenne annuelle observée sur la station météorologique la plus proche, située sur la commune de Limoges à 13 km à vol d'oiseau, est de 11,8 °C et le cumul annuel moyen de précipitations est de 1 018,0 mm,. Pour l'avenir, les paramètres climatiques de la commune estimés pour 2050 selon différents scénarios d'émission de gaz à effet de serre sont consultables sur un site dédié publié par Météo-France en novembre 2022.

## Urbanisme

### Typologie
Au 1er janvier 2024, Saint-Yrieix-sous-Aixe est catégorisée commune rurale à habitat dispersé, selon la nouvelle grille communale de densité à sept niveaux définie par l'Insee en 2022.
Elle est située hors unité urbaine. Par ailleurs la commune fait partie de l'aire d'attraction de Limoges, dont elle est une commune de la couronne,. Cette aire, qui regroupe 127 communes, est catégorisée dans les aires de 200 000 à moins de 700 000 habitants,.
Quelques villages :
Les Betoulles, Ratterie, Lageas, La Garenne, Le Mas Marvent (centre bouddhiste Shambala : Dechen Chöling).

### Occupation des sols
L'occupation des sols de la commune, telle qu'elle ressort de la base de données européenne d’occupation biophysique des sols Corine Land Cover (CLC), est marquée par l'importance des territoires agricoles (71,6 % en 2018), en diminution par rapport à 1990 (79,1 %). La répartition détaillée en 2018 est la suivante : 
zones agricoles hétérogènes (61,8 %), forêts (26,2 %), prairies (9,7 %), eaux continentales (2,2 %). L'évolution de l’occupation des sols de la commune et de ses infrastructures peut être observée sur les différentes représentations cartographiques du territoire : la carte de Cassini (XVIIIe siècle), la carte d'état-major (1820-1866) et les cartes ou photos aériennes de l'IGN pour la période actuelle (1950 à aujourd'hui).

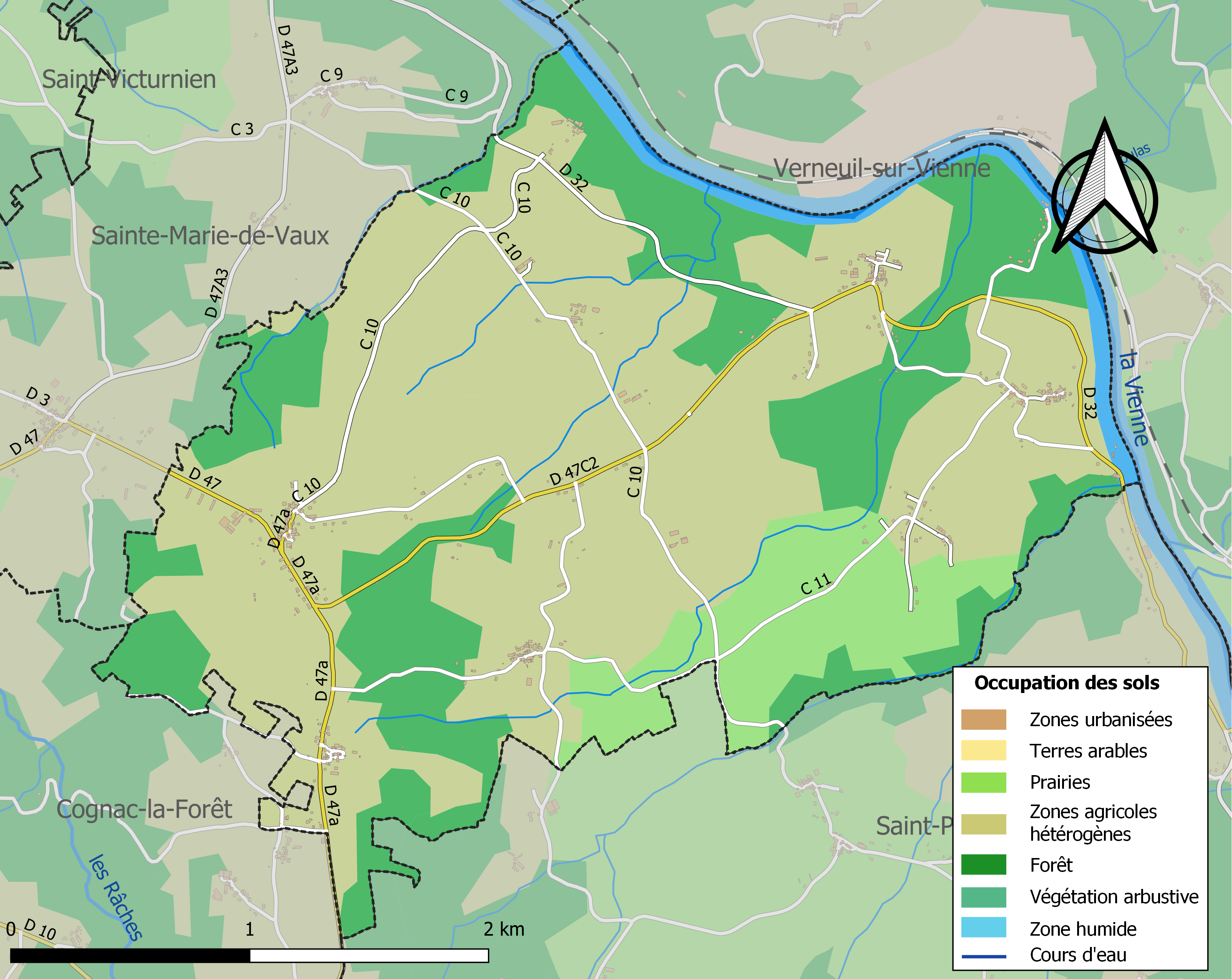
Carte des infrastructures et de l'occupation des sols de la commune en 2018 (CLC).

### Risques majeurs
Le territoire de la commune de Saint-Yrieix-sous-Aixe est vulnérable à différents aléas naturels : météorologiques (tempête, orage, neige, grand froid, canicule ou sécheresse), inondations et séisme (sismicité faible). Il est également exposé à un risque technologique, la rupture d'un barrage, et à un risque particulier : le risque de radon. Un site publié par le BRGM permet d'évaluer simplement et rapidement les risques d'un bien localisé soit par son adresse soit par le numéro de sa parcelle.

#### Risques naturels
Certaines parties du territoire communal sont susceptibles d’être affectées par le risque d’inondation par débordement de cours d'eau, notamment la Vienne. La commune a été reconnue en état de catastrophe naturelle au titre des dommages causés par les inondations et coulées de boue survenues en 1982, 1993 et 1999,. Le risque inondation est pris en compte dans l'aménagement du territoire de la commune par le biais du plan de prévention des risques inondation (PPRI) de la « Vienne d'Aixe à Saillat », approuvé le 12 octobre 2007.

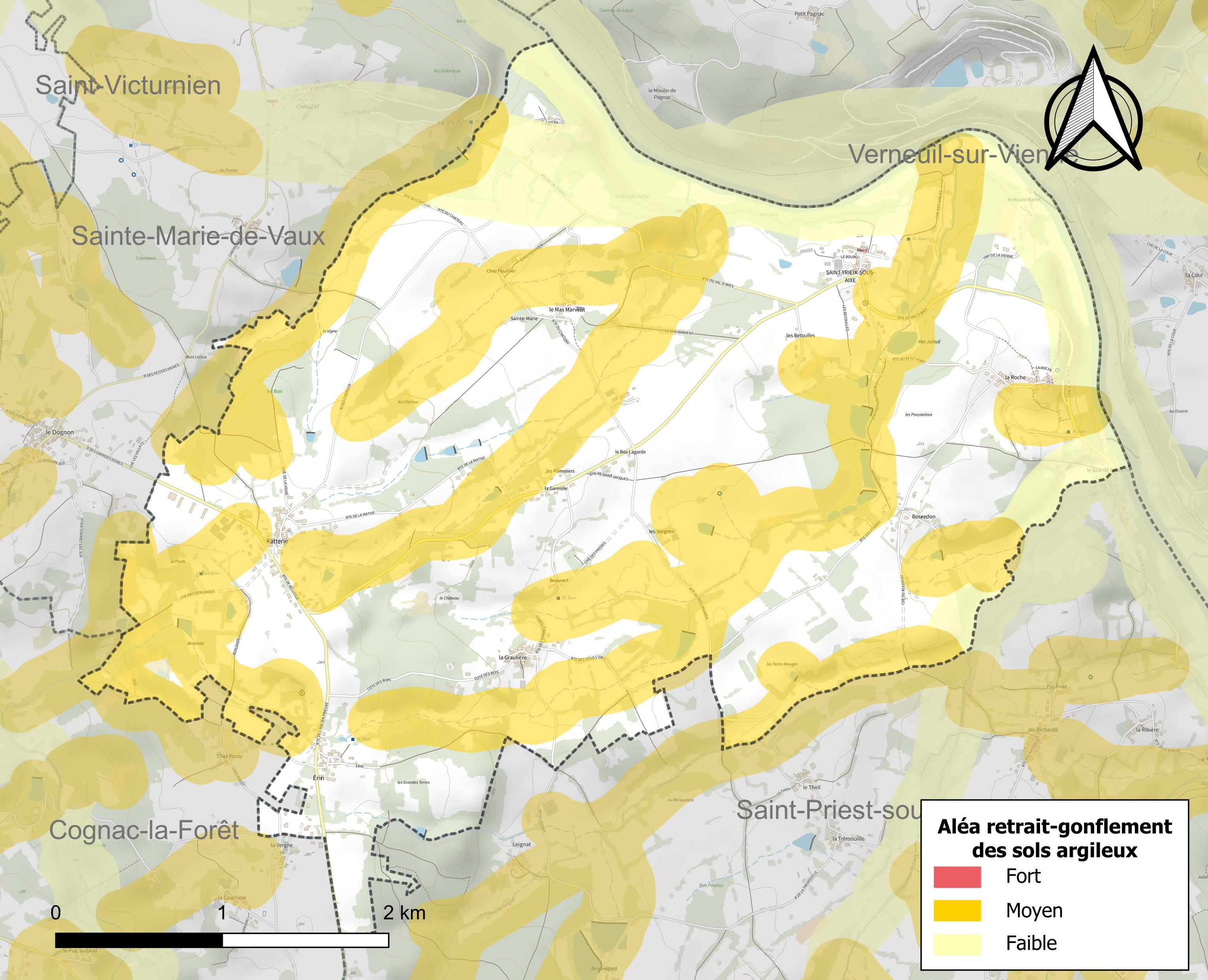
Carte des zones d'aléa retrait-gonflement des sols argileux de Saint-Yrieix-sous-Aixe.

Le retrait-gonflement des sols argileux est susceptible d'engendrer des dommages importants aux bâtiments en cas d’alternance de périodes de sécheresse et de pluie. 43,2 % de la superficie communale est en aléa moyen ou fort (27 % au niveau départemental et 48,5 % au niveau national métropolitain). Depuis le 1er octobre 2020, en application de la loi ÉLAN, différentes contraintes s'imposent aux vendeurs, maîtres d'ouvrages ou constructeurs de biens situés dans une zone classée en aléa moyen ou fort,.
La commune a été reconnue en état de catastrophe naturelle au titre des dommages causés par des mouvements de terrain en 1999.

#### Risque technologique
La commune est en outre située en aval des barrages de Lavaud-Gelade, dans la Creuse, de Saint-Marc et de Vassivière, des ouvrages de classe A. À ce titre elle est susceptible d’être touchée par l’onde de submersion consécutive à la rupture de cet ouvrage.

#### Risque particulier
Dans plusieurs parties du territoire national, le radon, accumulé dans certains logements ou autres locaux, peut constituer une source significative d’exposition de la population aux rayonnements ionisants. Selon la classification de 2018, la commune de Saint-Yrieix-sous-Aixe est classée en zone 3, à savoir zone à potentiel radon significatif.

## Histoire
Le nom du village rural de Ratterie apparaît en 1493 dans un titre de propriété (vient du seigneur du lieu Ratier -Raterus- ) . Ratterie perd un tiers de sa population lors d'une épidémie de dysenterie à la fin du 19e siècle. Dans les années 1960 les fraises de Ratterie sont réputées sur le marché des Capucins à Bordeaux.

## Politique et administration
| Période                                  | Période   | Identité            | Étiquette | Qualité                  |
| ---------------------------------------- | --------- | ------------------- | --------- | ------------------------ |
| Les données manquantes sont à compléter. |           |                     |           |                          |
| mai 1945                                 | mai 1953  | Jean Fixot          |           |                          |
| mai 1953                                 | mars 1971 | François Hennequin  |           |                          |
| mars 1971                                | mars 1977 | Bernard Deléonet    |           |                          |
| mars 1977                                | juin 1995 | Lucien Delhoume     | PS        |                          |
| juin 1995                                | mars 2014 | Jean-Yves Martinaud |           |                          |
| mars 2014                                | En cours  | Gérard Kauwache     |           | Cadre supérieur retraité |

## Démographie
L'évolution du nombre d'habitants est connue à travers les recensements de la population effectués dans la commune depuis 1793. Pour les communes de moins de 10 000 habitants, une enquête de recensement portant sur toute la population est réalisée tous les cinq ans, les populations de référence des années intermédiaires étant quant à elles estimées par interpolation ou extrapolation. Pour la commune, le premier recensement exhaustif entrant dans le cadre du nouveau dispositif a été réalisé en 2004.

En 2022, la commune comptait 441 habitants, en évolution de +6,01 % par rapport à 2016 (Haute-Vienne : −0,68 %, France hors Mayotte : +2,11 %).
| 1793 | 1800 | 1821 | 1831 | 1836 | 1841 | 1846 | 1851 | 1856 |
| ---- | ---- | ---- | ---- | ---- | ---- | ---- | ---- | ---- |
| 480  | 463  | 541  | 538  | 565  | 564  | 596  | 594  | 583  |

| 1861 | 1866 | 1872 | 1876 | 1881 | 1886 | 1891 | 1896 | 1901 |
| ---- | ---- | ---- | ---- | ---- | ---- | ---- | ---- | ---- |
| 592  | 563  | 542  | 600  | 608  | 600  | 599  | 593  | 586  |

| 1906 | 1911 | 1921 | 1926 | 1931 | 1936 | 1946 | 1954 | 1962 |
| ---- | ---- | ---- | ---- | ---- | ---- | ---- | ---- | ---- |
| 541  | 552  | 493  | 476  | 454  | 430  | 407  | 421  | 394  |

| 1968 | 1975 | 1982 | 1990 | 1999 | 2004 | 2006 | 2009 | 2014 |
| ---- | ---- | ---- | ---- | ---- | ---- | ---- | ---- | ---- |
| 331  | 291  | 266  | 277  | 312  | 356  | 373  | 398  | 413  |

| 2019 | 2022 | - | - | - | - | - | - | - |
| ---- | ---- | - | - | - | - | - | - | - |
| 432  | 441  | - | - | - | - | - | - | - |

## Lieux et monuments

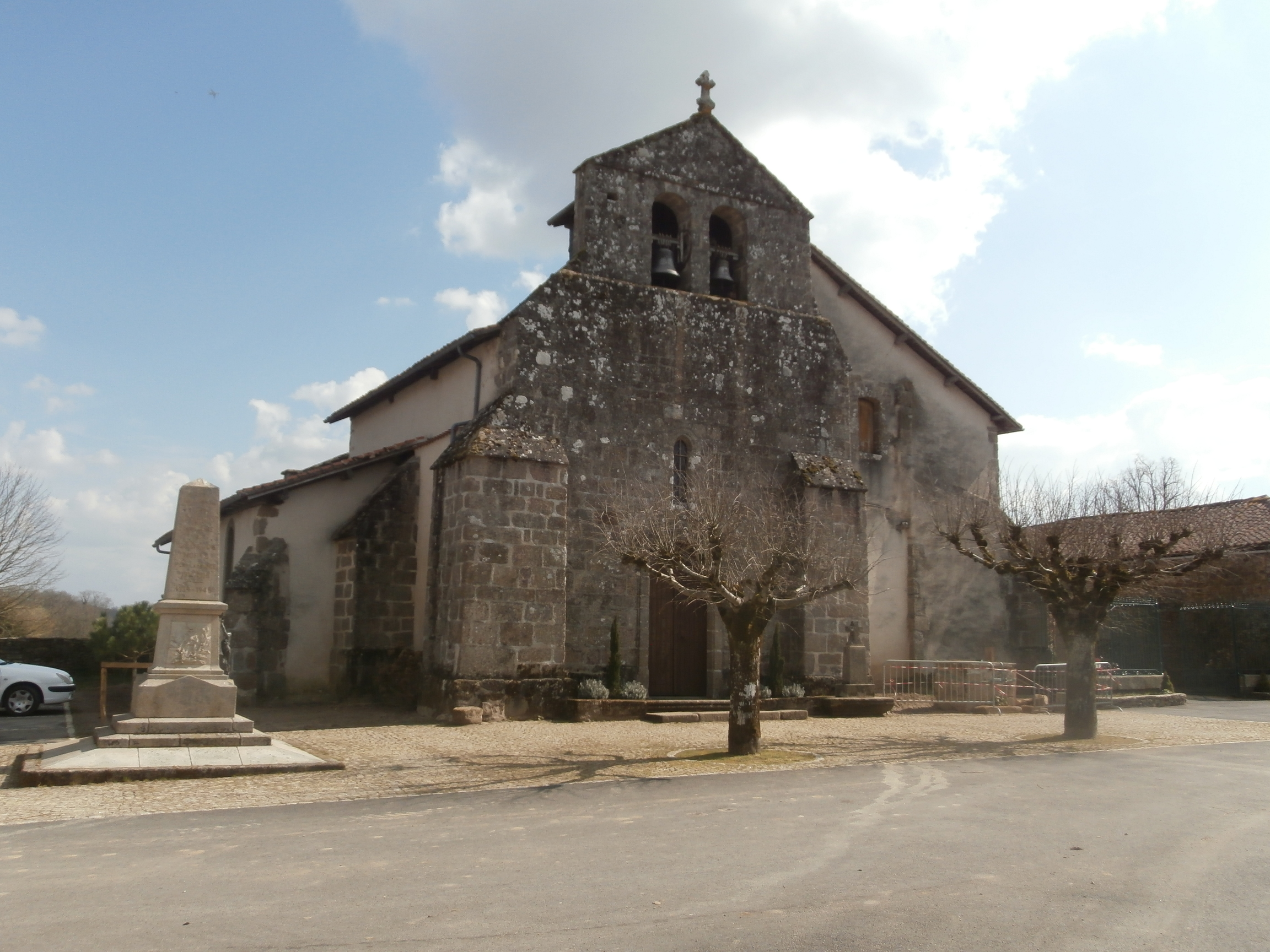
L'église Saint-Yrieix.

- Église Saint-Yrieix, inscrite au titre des monuments historiques[29]. Francis Chigot, verrier et peintre de vitraux français, à qui l'on doit de nombreuses créations de vitraux de monuments français, a réalisé les vitraux de l'église.
- Monument aux morts, La jeunesse, bronze de Henri Chapu.
- Dechen Chöling.

### ZNIEFF
La commune présente une Zone naturelle d'intérêt écologique, faunistique et floristique (ZNIEFF) de type 1.
- Vallée de la Vienne au Mas-Marvent[30]. La zone  s'étend des deux côtés de la Vienne, sur les communes de Saint-Yrieix-sous-Aixe, Saint-Victurnien, Sainte-Marie-de-Vaux, Verneuil-sur-Vienne.”Le site est limité à la zone la plus escarpée de la vallée. Des rives abruptes émergent des rochers créant des zones de courant important dans le cours d'eau[31].”

## Personnalités liées à la commune
- François Alluaud (aîné), fabricant de porcelaine et maire de Limoges en 1833, a été maire de Saint-Yrieix-sous-Aixe à partir de 1813.
- Jean Colombier écrivain français, lauréat du Prix Renaudot en 1990.
- Francis Chigot verrier et peintre de vitraux français, né le 13 octobre 1879 à Limoges, et mort en 1960.

## Pour approfondir